# Abraxas monychata
Abraxas monychata là một loài bướm đêm trong họ Geometridae.